# Референдумы в Швейцарии (1928)
Референдумы в Швейцарии проходили 20 мая и 2 декабря 1928 года. На майском референдуме избирателей спрашивали одобряют ли они поправку к Статье 44 Конституции относительно мер против иностранной инфильтрации. Конституционная поправка была одобрена. В декабре прошло голосование по поводу гражданской инициативы Kursaalspiele об азартных играх. Инициатива была отклонена.

## Избирательная система
Конституционный референдум являлся обязательным и требовал двойного большинства для одобрения. Гражданская инициатива по азартным играм также требовала для одобрения двойного большинства.

## Результаты

### Поправка к Статье 44 Конституции
| Выбор                                | Общее голосование | Общее голосование | Кантоны | Кантоны | Кантоны |
| Выбор                                | Голосов           | %                 | Полных  | Полу-   | Всего   |
| ------------------------------------ | ----------------- | ----------------- | ------- | ------- | ------- |
| За                                   | 316 250           | 70,7              | 17      | 5       | 19,5    |
| Против                               | 131 215           | 29,3              | 2       | 1       | 2.5     |
| Пустых бюллетеней                    | 26 688            | –                 | –       | –       | –       |
| Недействительных бюллетеней          | 1 238             | –                 | –       | –       | –       |
| Всего                                | 475 391           | 100               | 19      | 6       | 22      |
| Зарегистрированных избирателей/ Явка | 1 050 683         | 45,2              | –       | –       | –       |
| Источник: Nohlen & Stöver            |                   |                   |         |         |         |

### Инициатива по азартным играм
| Выбор                                | Общее голосование | Общее голосование | Кантоны | Кантоны | Кантоны |
| Выбор                                | Голосов           | %                 | Полных  | Полу-   | Всего   |
| ------------------------------------ | ----------------- | ----------------- | ------- | ------- | ------- |
| За                                   | 296 395           | 51,9              | 13      | 3       | 14,5    |
| Против                               | 274 528           | 48,1              | 6       | 3       | 7,5     |
| Пустых бюллетеней                    | 20 248            | –                 | –       | –       | –       |
| Недействительных бюллетеней          | 1 678             | –                 | –       | –       | –       |
| Всего                                | 592 849           | 100               | 19      | 6       | 22      |
| Зарегистрированных избирателей/ Явка | 1 067 754         | 55.5              | –       | –       | –       |
| Источник: Nohlen & Stöver            |                   |                   |         |         |         |